# Thế kỷ 29 TCN
Thế kỷ 29 TCN là khoảng thời gian tính từ thời điểm ngày đầu tiên của năm 2899 TCN đến hết ngày cuối cùng của năm 2800 TCN.
- 2852 TCN: Được xác định là thời kì phát triển ổn định của nền văn minh Trung Hoa Vĩ Đại
- 2879 TCN: Bắt đầu thời kỳ trị vì của họ Hồng Bàng trong lịch sử Việt Nam, theo quan điểm của Ngô Sĩ Liên trong Đại Việt Sử Ký toàn thư.